# 林子镇
林子镇，是中华人民共和国山東省德州市临邑县下辖的一个乡镇级行政单位。

## 行政区划
林子镇下辖以下地区：
林子社区村、郝家社区村、徐店社区村、官道社区村、苗甫庵社区村、刘双槐社区村、李元寨社区村、曹寨社区村、梨杭社区村和天齐庙社区村。